# Monarquia da Roménia
A Monarquia da Roménia foi uma monarquia que existiu na Roménia de 1881 até 1947.

## História da Monarquia

### Reino da Romênia
O Antigo Reino'
Em 1866, o príncipe alemão Carlos de Hohenzollern-Sigmaringen foi apontado como príncipe para pôr um fim à rivalidade e luta pelo poder por parte das facções boyar romenas. Em 1877, a Romênia declarou independência do Império Otomano e, após uma guerra turca-romena-russa, sua independência foi reconhecida pelo Tratado de Berlim, 1878. Após a guerra a Romênia adquiriu Dobruja, mas foi forçada a ceder a Bessarábia meridional à Rússia. Carlos foi coroado como Carlos I, o primeiro rei da Romênia, em 1881.
O novo Estado, comprimido entre os grandes poderes dos impérios otomano, austro-húngaro e russo, voltou-se para o oeste, especialmente a França, em busca de seus modelos culturais, educacionais, militares e administrativos. Em 1916, a Romênia entrou na Primeira Guerra Mundial do lado da Entente. Ao final da guerra, os impérios austro-húngaro e russo haviam terminado; corpos governamentais criados na Transilvânia, Bessarábia e Bucóvina escolheram a união com a Romênia, resultando na Romênia Maior.
A Romênia Maior
A maioria dos governos pré-II Guerra Mundial da Romênia mantive a forma, mas não a substância, de uma monarquia constitucional liberal. O movimento nacionalista da Guarda de Ferro se tornou um fato político importante por explorar o medo do comunismo e o ressentimento de uma suposta dominação estrangeira e judaica da economia. Em 1938, para prevenir a formação de um governo que incluiria ministros da Guarda de Ferro, o rei Carlos II dissolveu o governo e instituiu uma ditadura real de vida curta.
Em 1939, a Alemanha e a União Soviética assinaram o Pacto de Molotov-Ribbentrop, que estipulava, entre outras coisas, o "interesse" soviético na Bessarábia.

### Romênia durante a Segunda Guerra Mundial

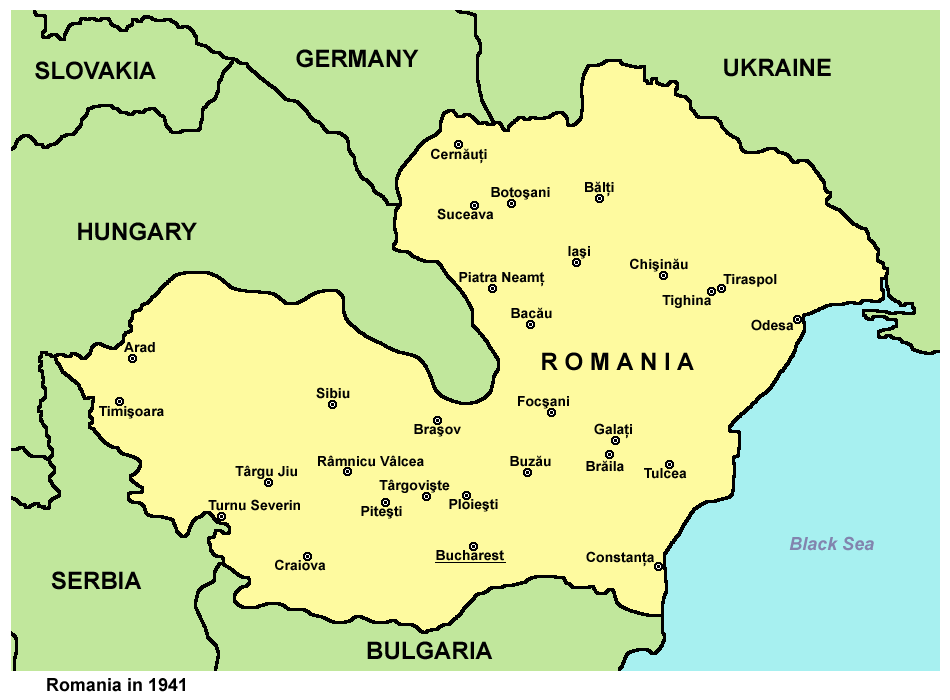

Como resultado, em 1940 a Romênia perdeu territórios tanto no leste como no oeste: em junho de 1940, após dar um ultimato à Romênia, a União Soviética conseguiu a Bessarábia e Bucovina. Dois terços da Bessarábia foram combinados com uma pequena parte da U.R.S.S. para formar a R.S.S. Moldava. O restante foi entregue à R.S.S. Ucraniana. Em agosto de 1940, a parte setentrional da Transilvânia foi anexada à Hungria pela Alemanha e a Itália.
Como resultado da ratificação do rei Carlos II de entregar a Transilvânia setentrional à Hungria, Dobruja meridional à Bulgária e a Bessarábia, Bugeac e Bucovina à U.R.S.S. em 1940, o general Ion Antonescu foi apoiado pelo exército para assumir o governo da Romênia. A Romênia entrou na II Guerra Mundial sob o comando do Wehrmacht alemão em junho de 1941, declarando guerra à União Soviética para recuperar a Bessarábia e Bucovina. A Romênia recebeu de Hitler o território entre Nistru e Rio Bug Meridional para administrá-lo como Transnistria.
Em agosto de 1944, um golpe liderado por rei Miguel, com o apoio de políticos de oposição e do exército, depôs a ditadura Antonescu e colocou os exércitos romenos sob o comando do Exército Vermelho. A Romênia sofreu pesadas baixas adicionais enfrentando o exército nazista na Transilvânia, Hungria e Checoslováquia.
Ao final da II Guerra Mundial, a Transilvânia setentrional retornou ao domínio da Romênia e adquiriu um status de autonomia, mas Bucovina, Bessarábia e Dobruja meridional não foram recuperadas. A R.S.S. Moldava se tornou independente somente em 1991, com o nome de Moldávia.

### A Romênia comunista
A ocupação soviética após a Segunda Guerra Mundial levou à formação de uma República Popular comunista em 1947 e à abdicação do rei Miguel, que partiu para o exílio.
No início dos anos 1960, o governo comunista da Romênia começou a assegurar uma certa independência da União Soviética. Ceauşescu tornou-se líder do Partido Comunista em 1965 e chefe de Estado em 1967. A condenação de Ceauşescu da invasão soviética da Checoslováquia em 1968 e um breve relaxamento na repressão interna ajudaram a lhe fornecer uma imagem positiva tanto em casa como no oeste. Seduzidos pela política estrangeira "independente" de Ceauşescu, líderes ocidentais demoraram a se voltar contra um regime que, ao final dos anos 1970, tornara-se progressivamente duro, arbitrário e caprichoso. O rápido crescimento econômico incentivado por créditos estrangeiros gradualmente deu lugar a uma austeridade rígida e a uma repressão política severa.
O governo de décadas do presidente Nicolae Ceauşescu tornou-se progressivamente severo no decorrer dos anos 1980.
Dezembro de 1989 marcou a queda de Ceauşescu e o fim do regime comunista na Romênia, uma mudança violenta, que resultou em mais de mil mortes durante os eventos decisivos em Timişoara e Bucareste. Após uma semana de estado de intranquilidade na cidade Timişoara, Ceauşescu perdeu o controle sobre o governo do país, fugindo de Bucareste após convocar uma reunião de apoio que se voltou contra ele em 21 de dezembro de 1989, sendo preso e executado em 25 de dezembro de 1989. A série de eventos conhecida como a Revolução Romena de 1989 permanece até hoje uma questão de debate, com muitas teorias conflitantes sobre as motivações e mesmo as ações de alguns dos personagens principais. Um antigo ativista marginalizado por Ceauşescu , Ion Iliescu conseguiu reconhecimento nacional como líder de uma coalizão governamental improvisada, a Frente de Salvação Nacional (FSN), que proclamou a restauração da democracia e liberdade em 22 de dezembro de 1989. O Partido Comunista foi declarado ilegal e as medidas mais impopulares de Ceauşescu, tais como a proibição do aborto e a contracepção, foram revogadas.

## Família Real da Roménia
SM o Rei
SM a Rainha
- SAR a Princesa Herdeira*
SAR o Príncipe Radu*
- SAR a Princesa Elena
  - SAR o Príncipe Nicholas*
- SAR a Princesa Irina
- SAR a Princesa Sofia
- SAR a Princesa Maria

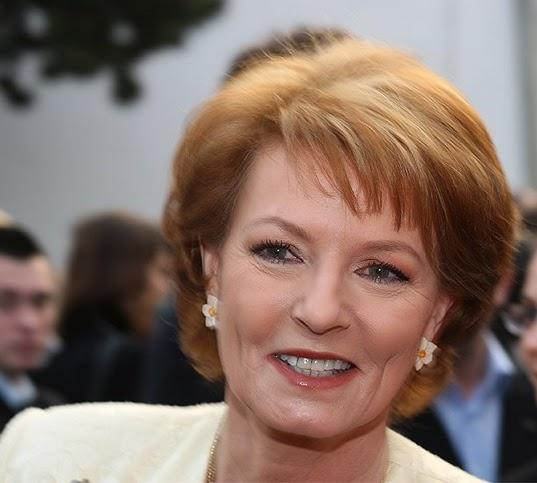
Margarida, Princesa Herdeira da Roménia.

Os filhos da princesa Elena, princesa Irina, e princesa Sophie não têm direito ao trono romeno de acordo tanto com a Constituição real a última de 1923 e a Lei do último Estatuto da casa real romena datada de 1884. No entanto, em 30 de dezembro de 2007, em uma cerimônia privada, o Rei Michael assinado em vigor um novo Estatuto, um antidemocrático ato de importância eminentemente simbólico, na ausência de sua aprovação pelo Parlamento solicitado pelo próprio Michael, em uma tentativa de substituir a Lei 1.884 anos do Estatuto. Através do novo Estatuto chamado Regras Fundamentais da Família Real da Roménia, Michael decretou seus netos na linha de sucessão ao trono e à chefia da Casa Real e explicitamente proibido qualquer outro príncipe estrangeiro pertencente a qualquer outra casa real ou casa principesca de sucesso. Na mesma ocasião, ele pediu ao Parlamento romeno para mudar a lei sálica caso considere que a restauração da monarquia. Através do mesmo ato, Michael também designado Nicholas de Roumanie Medforth-Mills como futuro membro da família real e do futuro "Príncipe da Roménia" com um "Alteza Real" estilo eficaz tanto em seu 25º aniversário, 1 de abril de 2010, ou mediante morte de Michael, o que ocorra primeiro. Crianças ou consortes dos membros da família real da Romênia, que não tenham um título real, não são reconhecidos como membros da Família Real de acordo com as novas regras, mas apenas como membros da grande família do Rei Miguel I e da Casa Real.

## Monogramas
Cada membro da Família Real Romena tem o seu monograma real próprio.

Monograma Real do Rei Miguel I da Romênia
Monograma Real de Margarida, Princesa Herdeira da Roménia
Monograma Real do Príncipe Radu

## Residências Reais

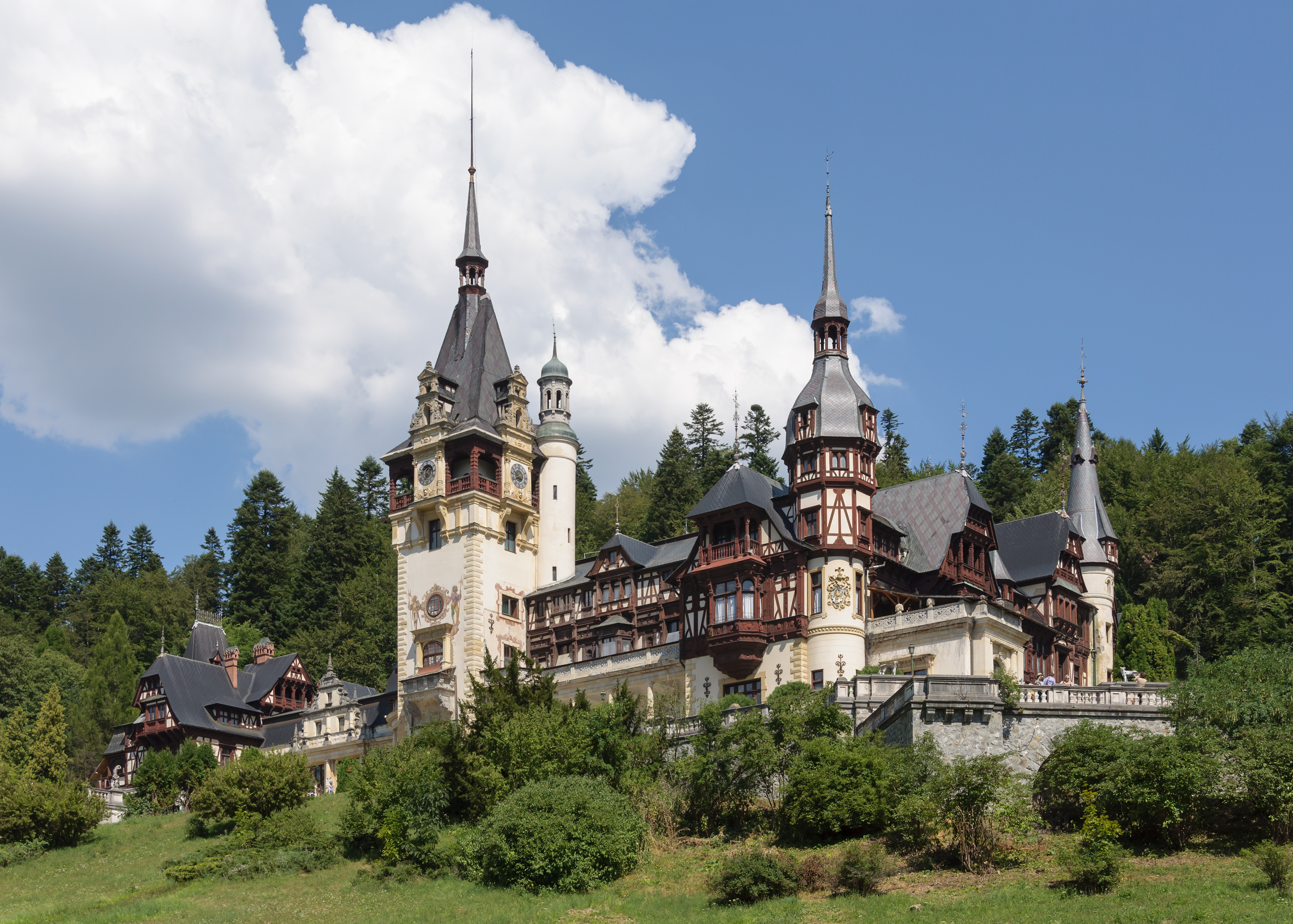
Castelo de Peleş
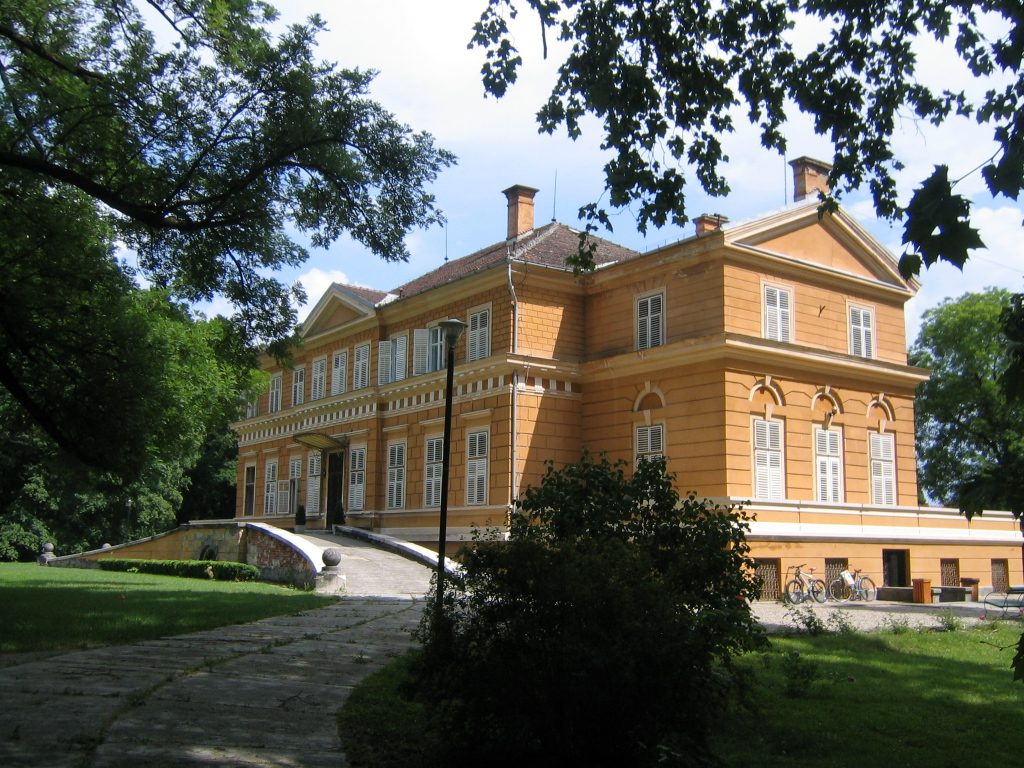
Palácio de Săvârșin
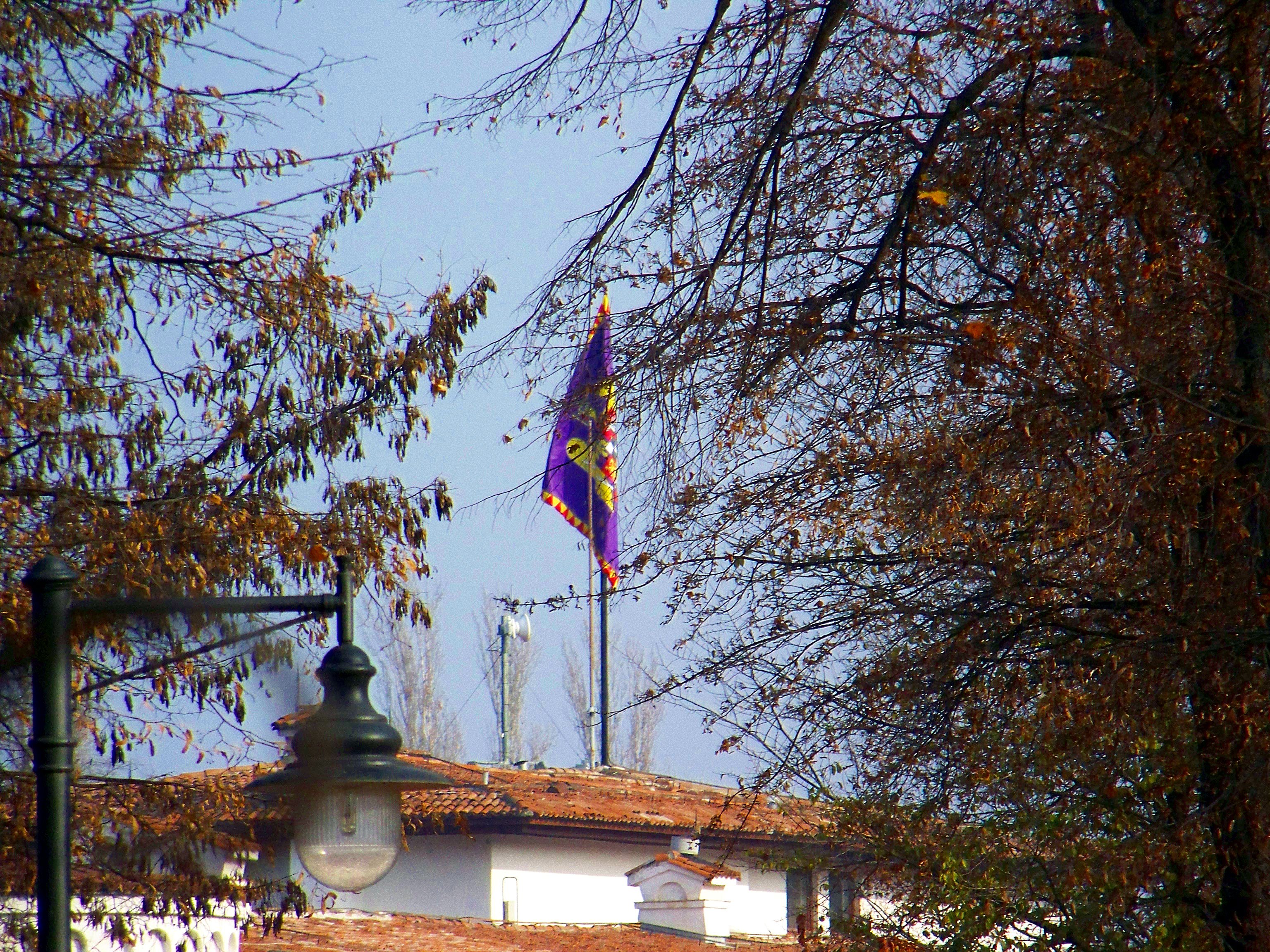
Palácio Elisabeta

- O Palácio Elisabeta é atualmente a mansão do Rei Miguel I da Roménia. Os Palácios de Săvârșin e de Peleş também pertencem à Família Real Romena.